# Gamaches
Gamaches és un municipi francès, situat al departament del Somme i a la regió dels Alts de França. L'any 1999 tenia 2.949 habitants.

## Situació

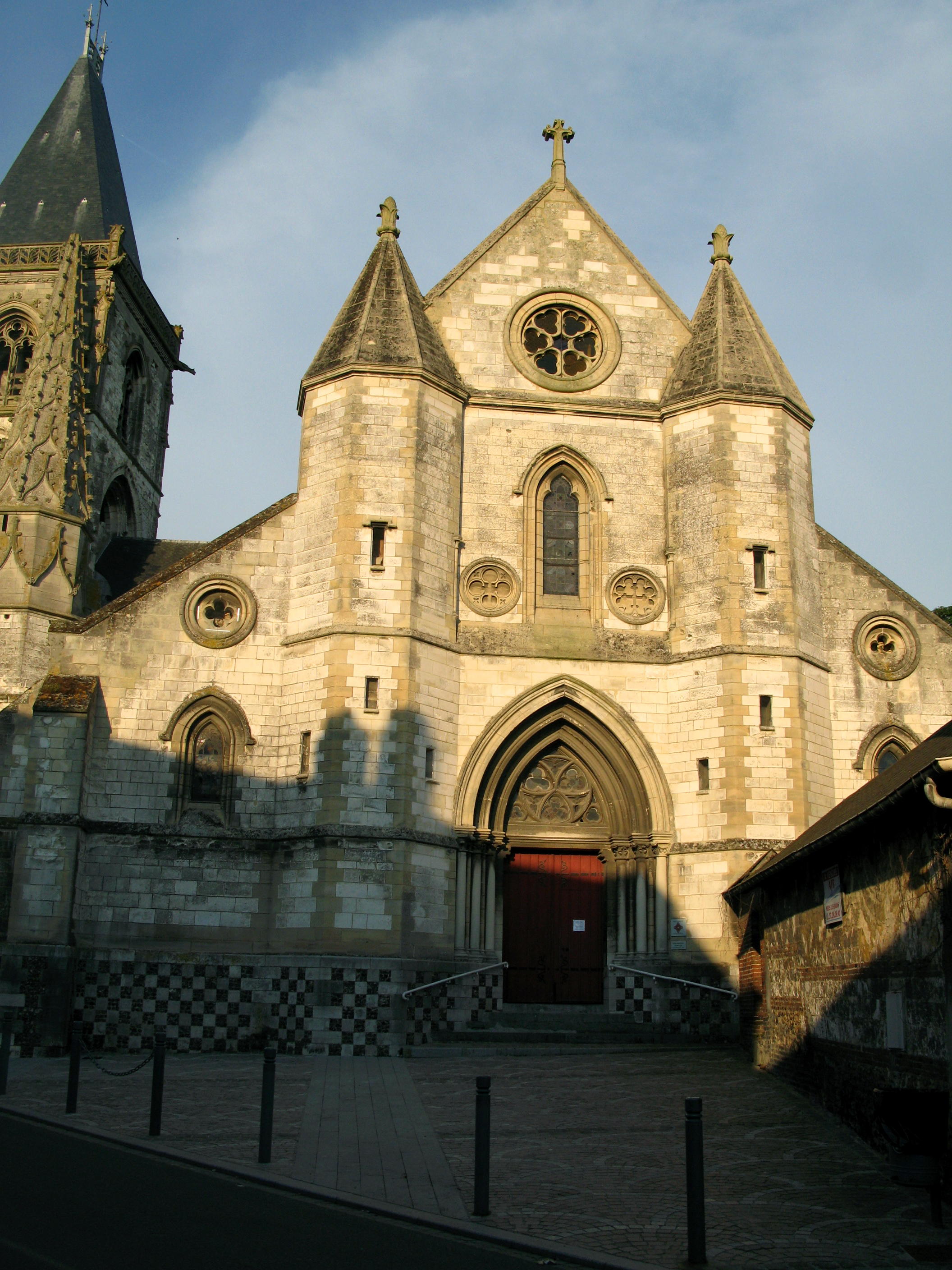
església

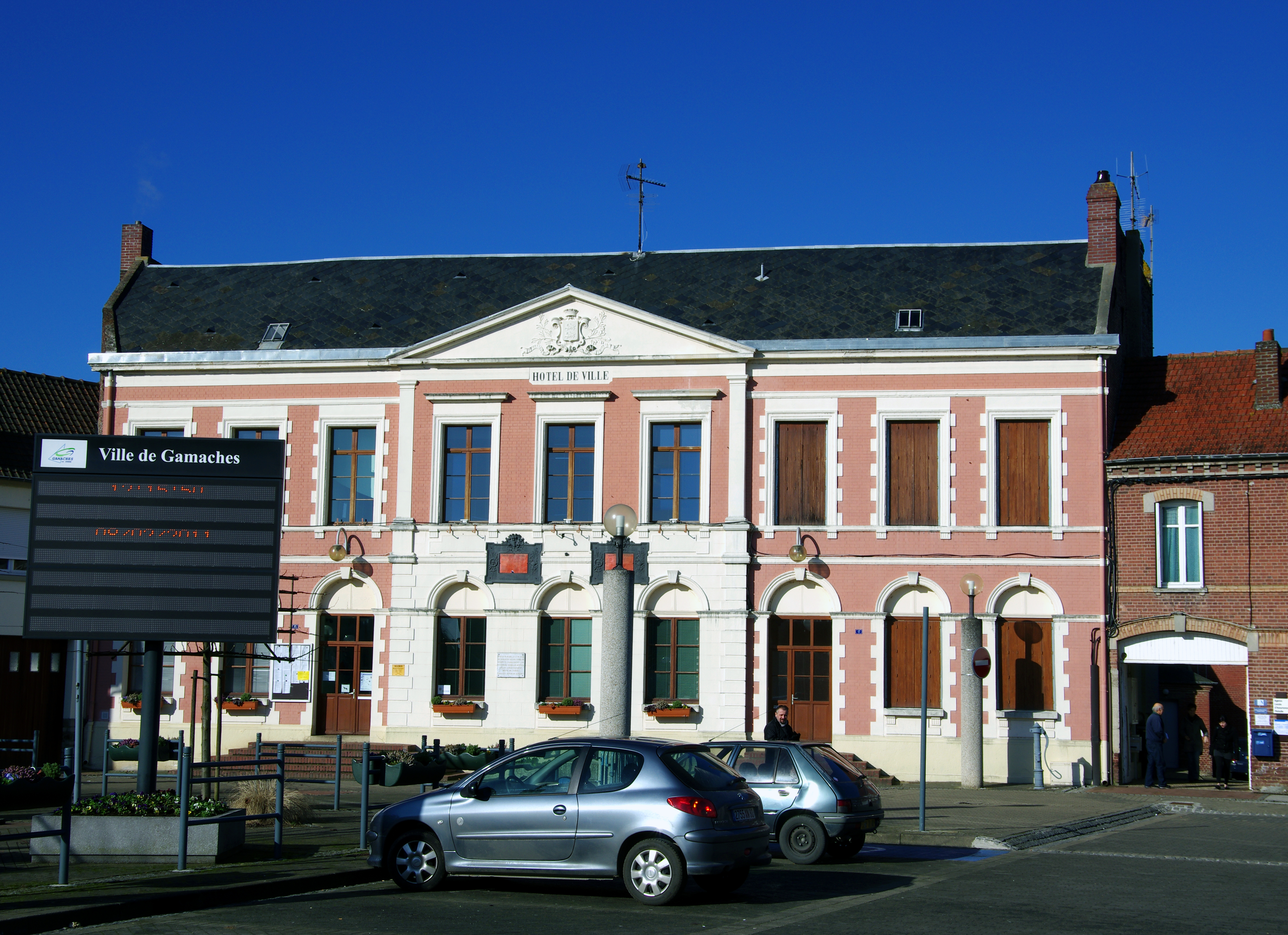
ajuntament

Gamaches es troba a l'oest del Somme, a pocs quilòmetres del Sena Marítim.

## Administració

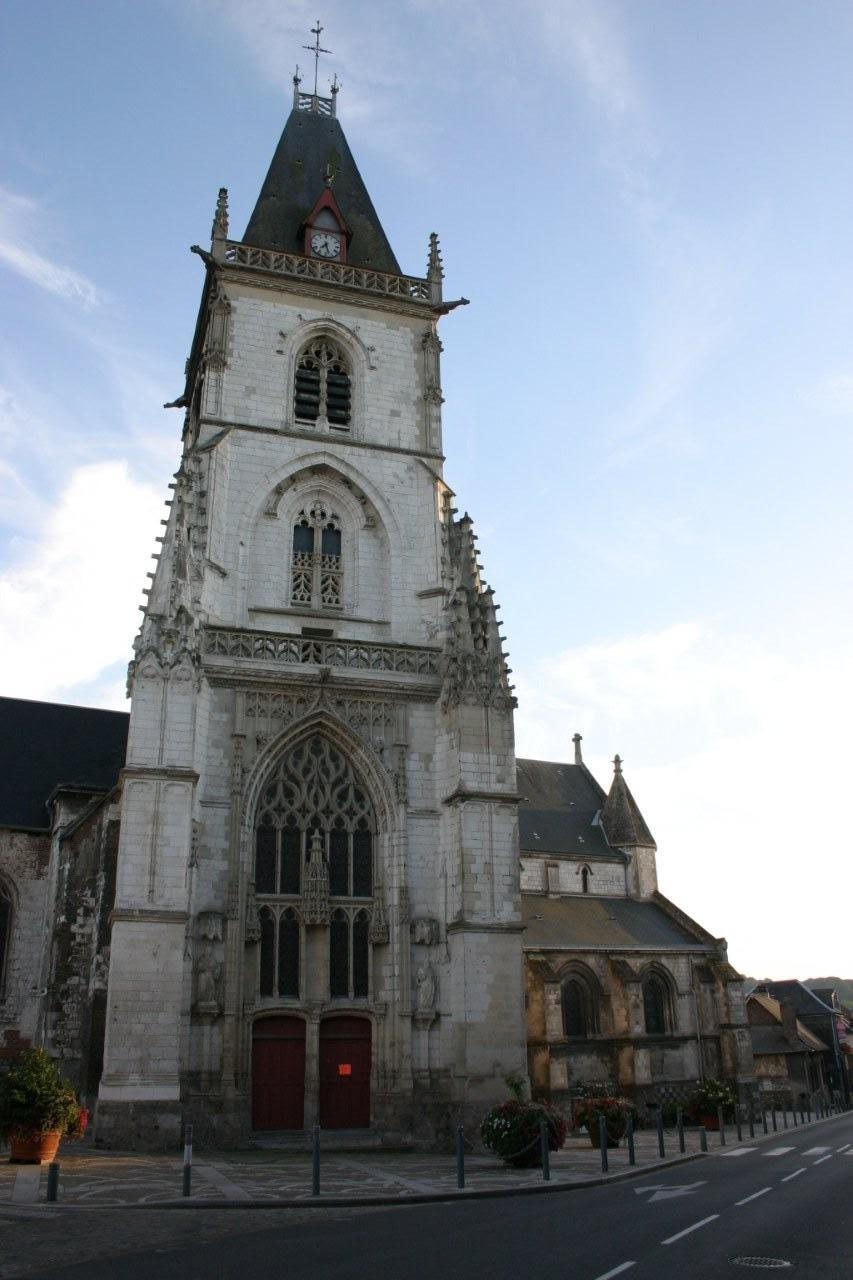
Església

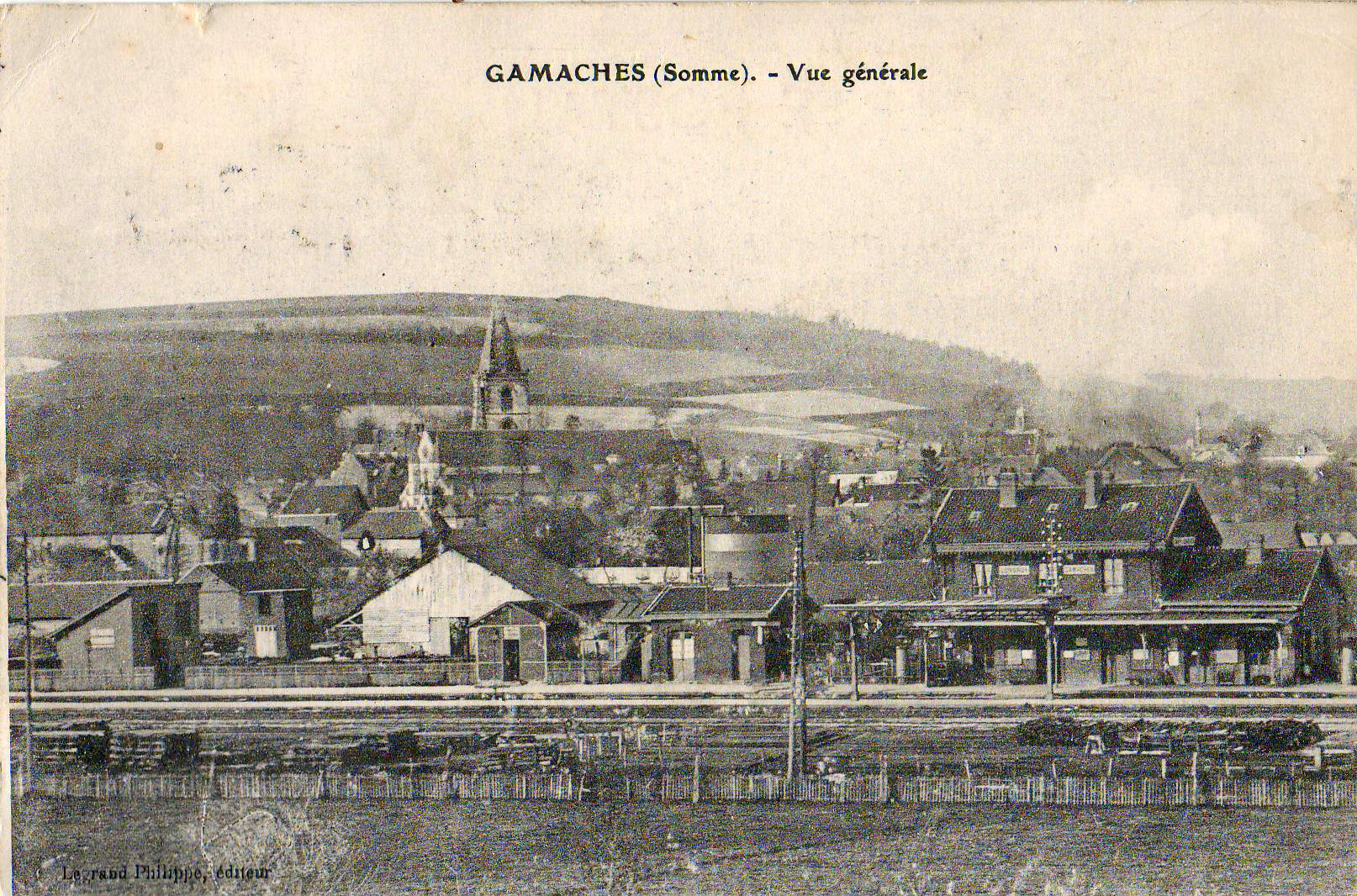

Gamaches és la capital del cantó de Gamaches, que al seu torn forma part del districte d'Abbeville. L'alcalde de la ciutat és Jacques Pecquery (2008-2014).